# Echinopepon jaliscanus
Echinopepon jaliscanus är en gurkväxtart som beskrevs av Joseph Nelson Rose. Echinopepon jaliscanus ingår i släktet Echinopepon och familjen gurkväxter. Inga underarter finns listade i Catalogue of Life.